# Нова Домброва (Західнопоморське воєводство)
Нова Домброва (пол. Nowa Dąbrowa, нім. Neu Damerow) — село в Польщі, у гміні Стара Домброва Старгардського повіту Західнопоморського воєводства.
Населення — 299 осіб (2011).
У 1975-1998 роках село належало до Щецинського воєводства.

## Демографія
Демографічна структура станом на 31 березня 2011 року:
|          | Загалом | Допрацездатний вік | Працездатний вік | Постпрацездатний вік |
| -------- | ------- | ------------------ | ---------------- | -------------------- |
| Чоловіки | 148     | 25                 | 108              | 15                   |
| Жінки    | 151     | 32                 | 92               | 27                   |
| Разом    | 299     | 57                 | 200              | 42                   |